# NGC 3561B
NGC 3561B (другие обозначения — UGC 6224, DRCG 23-27, MCG 5-27-11, ZWG 156.11, ZWG 155.90, VV 237, IRAS11085+2859, ARP 105, PGC 33992) — галактика в созвездии Большая Медведица.
Этот объект не входит в число перечисленных в оригинальной редакции «Нового общего каталога» и был добавлен позднее.